# Kazuki Katsuta
Kazuki katsuta é um saxofonista japonês.
É membro da banda de jazz de fusão Dimension e do grupo Jafrosax, considerado um saxofonista de topo em jazz de fusão. Seu primeiro álbum solo (Kazuki Katsuta) foi lançado em 2014 e o segundo (Visualize) em 2016.